# سيلفي 3 (مسلسل)
سيلفي 3 هو مسلسل تلفزيوني كوميدي سعودي عرض في رمضان عام 2017 على قناة إم بي سي، سيلفي 3 هو الجزء الثالث لمسلسل سيلفي الذي عُرض عام 2015نسبة مشاهدة عالية في الوطن العربي وخصوصًا الخليج.
يتناول المسلسل العديد من القضايا الاجتماعية الخليجية خاصة والعربية عامة ولكن بشكل أكثر جرأة عن الجزء الثاني، وفي صورة ساخرة مما يحدث، مع محاولة وضع حل لتلك القضايا، كذلك يعاود المسلسل تناول قضية الإرهاب والتنظيمات المتطرفة في الوطن العربي.
أُخرج المسلسل من أوس الشرقي، وهو من بطولة ناصر القصبي، حبيب الحبيب، عبد الإله السناني، يوسف الجراح، طارق الحربي، أسعد الزهراني، محمد الطويان، ريماس منصور، ريم عبد الله، هيا الشعيبي.